# Willian Arão
Willian Souza Arão da Silva (San Paolo, 12 marzo 1992) è un calciatore brasiliano, centrocampista del Santos.

## Caratteristiche tecniche
È un mediano che può adattarsi al ruolo di interno di centrocampo. Centrocampista che arrivava in area e si infiltrava: un tipico centrocampista difensivo infiltrante. Scambiava passaggi con i difensori, si muoveva a centrocampo e cercava sempre di posizionarsi davanti alla palla per raggiungere l'area. Come primo centrocampista difensivo, aveva la qualità di possesso palla e la sua visione di gioco poteva essere utile più indietro, nell'avvio delle azioni. Come difensore, aveva ottime uscite di gioco con passaggi precisi.

## Statistiche

### Presenze e reti nei club
Statistiche aggiornate al 30 giugno 2025.
| Stagione             | Squadra              | Campionato           | Campionato | Campionato | Coppe nazionali | Coppe nazionali | Coppe nazionali | Coppe internazionali | Coppe internazionali | Coppe internazionali | Altre coppe | Altre coppe | Altre coppe | Totale | Totale |
| Stagione             | Squadra              | Comp                 | Pres       | Reti       | Comp            | Pres            | Reti            | Comp                 | Pres                 | Reti                 | Comp        | Pres        | Reti        | Pres   | Reti   |
| -------------------- | -------------------- | -------------------- | ---------- | ---------- | --------------- | --------------- | --------------- | -------------------- | -------------------- | -------------------- | ----------- | ----------- | ----------- | ------ | ------ |
| 2012                 | Corinthians          | A+CP                 | 8+1        | 0          | -               | -               | -               | -                    | -                    | -                    | Cmc         | 0           | 0           | 9      | 0      |
| gen.-lug. 2013       | Corinthians          | A+CP                 | 2+6        | 0          | -               | -               | -               | -                    | -                    | -                    | -           | -           | -           | 8      | 0      |
| Totale Corinthians   | Totale Corinthians   | Totale Corinthians   | 17         | 0          |                 | -               | -               |                      | -                    | -                    |             | -           | -           | 17     | 0      |
| ago.-dic. 2013       | Portuguesa           | A                    | 13         | 0          | -               | -               | -               | CS                   | 2                    | 0                    | -           | -           | -           | 15     | 0      |
| gen.-set. 2014       | Chapecoense          | CC+A                 | 13+2       | 1+0        | CB              | 1               | 0               | -                    | -                    | -                    | -           | -           | -           | 16     | 1      |
| set.-nov. 2014       | Atl. Goianiense      | B                    | 13         | 0          | CB              | 0               | 0               | -                    | -                    | -                    | -           | -           | -           | 13     | 0      |
| 2015                 | Botafogo             | A/RJ+B               | 19+35      | 1+5        | CB              | 4               | 1               | -                    | -                    | -                    | -           | -           | -           | 58     | 7      |
| 2016                 | Flamengo             | A/RJ+A+PL            | 15+37+4    | 3+4+0      | CB              | 4               | 0               | CS                   | 2                    | 0                    | -           | -           | -           | 62     | 7      |
| 2017                 | Flamengo             | A/RJ+A+PL            | 14+30+1    | 4+1+0      | CB              | 6               | 0               | CL+CS                | 6+10                 | 1+3                  | -           | -           | -           | 67     | 9      |
| 2018                 | Flamengo             | A/RJ+A               | 3+23       | 0+2        | CB              | 3               | 0               | CL                   | 3                    | 0                    | -           | -           | -           | 32     | 2      |
| 2019                 | Flamengo             | A/RJ+A               | 12+35      | 2+2        | CB              | 3               | 1               | CL                   | 12                   | 0                    | CmC         | 2           | 0           | 64     | 5      |
| 2020                 | Flamengo             | A/RJ+A               | 13+32      | 0+1        | CB              | 4               | 0               | CL                   | 5                    | 1                    | SB+RS       | 1+2         | 0+0         | 57     | 2      |
| 2021                 | Flamengo             | A/RJ+A               | 7+30       | 0+1        | CB              | 6               | 0               | CL                   | 11                   | 3                    | SB          | 1           | 0           | 55     | 4      |
| gen.-lug. 2022       | Flamengo             | A/RJ+A               | 12+14      | 2+2        | CB              | 1               | 0               | CL                   | 6                    | 1                    | SB          | 1           | 0           | 34     | 5      |
| Totale Flamengo      | Totale Flamengo      | Totale Flamengo      | 76+201+5   | 11+13+0    |                 | 27              | 1               |                      | 55                   | 9                    |             | 7           | 0           | 371    | 34     |
| 2022-2023            | Fenerbahçe           | SL                   | 31         | 0          | TK              | 6               | 0               | UCL+UEL              | 2+6                  | 0+1                  | -           | -           | -           | 45     | 1      |
| 2023-2024            | Panathīnaïkos        | SLE                  | 22+10      | 3+0        | CG              | 6               | 0               | UCL+UEL              | 1+6                  | 0+0                  | -           | -           | -           | 45     | 3      |
| 2024-2025            | Panathīnaïkos        | SLE                  | 24         | 1          | CG              | 1               | 0               | UEL+UECL             | 4+6                  | 0+0                  | -           | -           | -           | 35     | 1      |
| Totale Panathinaikos | Totale Panathinaikos | Totale Panathinaikos | 46+10      | 4          |                 | 7               | 0               |                      | 14                   | 0                    |             | -           | -           | 80     | 4      |
| Totale carriera      | Totale carriera      | Totale carriera      | 481        | 35         |                 | 45              | 2               |                      | 79                   | 10                   |             | 7           | 0           | 615    | 47     |

## Palmarès

### Club

#### Competizioni statali
- Campionato paulista: 1

Corinthians: 2013
- Campionato Carioca: 4

Flamengo: 2017, 2019, 2020, 2021

#### Competizioni nazionali
- Campionato brasiliano: 2

Flamengo: 2019, 2020
- Supercoppa del Brasile: 2

Flamengo: 2020, 2021
- Coppa di Turchia: 1

Fenerbahçe: 2022-2023
- Coppa di Grecia: 1

Panathinaikos: 2023-2024

#### Competizioni internazionali
- Coppa del mondo per club: 1

Corinthians: 2012
- Coppa Libertadores: 1

Flamengo: 2019
- Recopa Sudamericana: 1

Flamengo: 2020